# Rannu (Viru-Nigula)
Koordinaten: 59° 26′ N, 26° 51′ O
Rannu ist ein Dorf (estnisch küla) in der Landgemeinde Viru-Nigula (bis 2017 Landgemeinde Aseri). Es liegt im Kreis Lääne-Viru (West-Wierland) im Nordosten Estlands.

## Beschreibung und Geschichte
Das Dorf hat 159 Einwohner (Stand 2011). Es wurde erstmals 1241 im dänischen Steuerbuch, dem Waldemar-Erdbuch, urkundlich erwähnt. Die Siedlungsgeschichte ist aber vermutlich wesentlich älter.
1786 wurde in Rannu eine Bauernschule gegründet. Das jüngste Schulgebäude aus Stein wurde zwischen 1908 und 1910 errichtet. Dort fand bis 1961 Unterricht statt.
Johannes Käbin (1905–1999), ein estnischer Politiker und Kommunist, stammte aus Rannu.